# روبرت سميث (موسيقي)
روبرت سميث (بالإنجليزية: Robert Smith)‏ مواليد 21 أبريل 1959 في بلاكبول، لانكشر، المملكة المتحدة، هو موسيقي ومغن مؤلف ومنتج إنجليزي بدأ مسيرته الفنية عام  1972. كما أنه من الفائزين بجوائز إيفور نوفيلو. هو المغني الرئيسي وعازف الجيتار وكاتب الاغاني لفرقة ذا كيور، وهو العضو الدائم الوحيد منذ تأسيسها في سنة 1976.

## النشأة
ولد سميث في لانكشاير وهي بلدة في بلاكبول وهو الطفل الثالث من أربعة أطفال ولدوا لجيمس ألكسندر وريتا ماري سميث. جاء سميث من عائلة موسيقية حيث أن والده مغني ووالدته عازفة بيانو. تربى كاثوليكيا وأصبح في وقت لاحق ملحد. عندما كان في الثالثة من عمره، في ديسمبر 1962 انتقلت عائلته إلى هورلي.

## وصلات خارجية
- روبرت سميث على موقع IMDb (الإنجليزية)
- روبرت سميث على موقع ميوزك برينز (الإنجليزية)
- روبرت سميث على موقع رولينغ ستون (الإنجليزية)
- روبرت سميث على موقع إن إن دي بي (الإنجليزية)
- روبرت سميث على موقع أول ميوزيك (الإنجليزية)
- روبرت سميث على موقع ديسكوغز (الإنجليزية)
- روبرت سميث على موقع قاعدة بيانات الفيلم (الإنجليزية)